# Death Proof – Todsicher
Death Proof – Todsicher (Originaltitel Grindhouse: Death Proof) ist ein Action-Thriller aus dem Jahr 2007 von Quentin Tarantino, der als Hommage an das B-Movie- und Exploitationfilm-Genre der 70er Jahre gedacht ist. Der Film ist Teil des Double Features Grindhouse, dessen Gegenstück Robert Rodriguez’ Planet Terror darstellt.

## Handlung
Der bereits leicht angegraute Stuntman Mike hat in keinem Film mitgewirkt, an den sich junge Frauen noch erinnern. Dafür fährt er mit seinem „todsicher“ ausgestatteten Stunt-Auto in Texas durch die Gegend und tötet damit junge Frauen. Im ersten Teil des Films fährt er einen 1970er Chevrolet Nova und hat in Austin eine Mädchengruppe im Visier, bestehend aus der Radiomoderatorin Jungle Julia, Shanna und Arlene (auch Butterfly genannt).
Nach einer Einführung in das Leben der drei Mädchen fahren diese zu einer Mexiko-Bar, die von Warren geführt wird, und warten dort auf ihre Freunde. Die ganze Zeit über werden sie vom am Tresen sitzenden Stuntman Mike beobachtet und belauscht. Zudem lernt Stuntman Mike dabei die ebenfalls am Tresen sitzende Pam kennen. Diese wurde versetzt und braucht daher eine Mitfahrgelegenheit. Stuntman Mike bietet ihr an, sie auf der Heimfahrt mitzunehmen.
Beide Parteien begegnen einander eingehender, als Stuntman Mike ein von Radiomoderatorin Jungle Julia in ihrer Sendung angekündigtes Angebot wahrnimmt: Julia hat angekündigt, dass der erste Mann, der ihrer Freundin Arlene an diesem Abend ein bestimmtes Zitat aus einem Gedicht aufsagt, von Arlene einen Lapdance fordern kann. Die Frauen behaupten jedoch, dass bereits ein anderer zuvorgekommen sei, und verweigern den Lapdance. Als Mike ankündigt, Arlene in seinem Notizbuch unter der Kategorie „feiges Stück“ einzutragen, willigt diese jedoch ein.
Nach dem Tanz verlässt die betrunkene und bekiffte Frauengesellschaft, nun mit Freundin Lanna Frank am Steuer, die Bar und will weiter zum Ferienhaus von Shannas Vater fahren. Als Pam Stuntman Mikes eigenartigen Wagen skeptisch betrachtet, versichert ihr dieser, der Wagen sei todsicher. Tatsächlich kann Pam nur auf einem Behelfsbeifahrersitz ohne Sicherheitsgurt Platz nehmen, der zudem durch eine Scheibe aus Acrylglas vom Fahrer abgeschirmt ist. So ist sie Stuntman Mikes tödlichen Fahrmanövern hilflos ausgeliefert und fällt diesem schließlich zum Opfer.
Stuntman Mike verfolgt daraufhin die Frauengruppe. Nachdem er deren Auto überholt hat und nicht mehr zu sehen ist, wendet er, schaltet die Lichter aus und fährt ihnen auf der falschen Spur entgegen. Kurz vor dem Zusammenstoß schaltet er die Lichter wieder ein, und sein verstärkter Stunt-Wagen zerfetzt beim Aufprall deren Auto. Alle vier Insassen werden sofort getötet.
Nach dem vermeintlichen Unfall kommt der Killer für kurze Zeit ins Krankenhaus, wobei er lediglich die Nase und das Schlüsselbein gebrochen hat. Der ermittelnde Ranger Earl McGraw geht von einem kaltblütigen Mord aus. Da ihm jedoch bewusst ist, dass er nicht die notwendigen Beweise vorlegen kann, hofft er zumindest, dass sich der nächste derartige Vorfall in einem anderen Bundesstaat ereignen wird.
14 Monate später hält sich Mike in Lebanon, Tennessee auf und fährt einen 1969er Dodge Charger. Er wird auf die Frauengruppe aus Abernathy, Lee, Kim und Zoë aufmerksam. Diese sind im Filmgeschäft tätig, Kim und Zoë sind Stuntfrauen.
Beide Parteien begegnen sich zunächst an einer Tankstelle. Später belauscht Stuntman Mike die Gruppe in einem Café und erfährt dabei, dass Zoë in der Stadt einen zum Verkauf stehenden Wagen Probe fahren möchte. Dabei handelt es sich um einen weißen 1970er Dodge Challenger, den Fahrzeugtyp, wie er aus dem Film Fluchtpunkt San Francisco bekannt ist. Die Frauen begeben sich zu Jasper, dem Anbieter des Autos, um ihn zu einer Probefahrt zu überreden. Eigentlich wollten die beiden Stuntfrauen allein die Probefahrt machen, doch als Abernathy das mitbekommt, will sie unbedingt mitfahren. Es gelingt ihr, den Besitzer zu überreden, sie ohne ihn zu dritt mit dem Auto davonfahren zu lassen. Die Gruppe lässt Jasper Schauspielerin Lee, die kurz auf einem Stuhl eingenickt ist, als „Pfand“ zurück.
Bei der Probefahrt werden sie von Stuntman Mike gesichtet, während Zoë „Schiffsmast“ spielt, d. h. sie liegt bei voller Fahrt auf der Motorhaube und hält sich lediglich an zwei an den Türen befestigten Gürteln fest. Der Killer beginnt, die Mädchen mit seinem Auto zu rammen und von der Straße abzudrängen. Zoë fliegt beim letzten Aufprall von der Motorhaube, und es ist unklar, ob oder wie schwer sie verletzt wurde. Als er aussteigt, um mit hämischem Lachen seinen vermeintlichen Triumph zu feiern, wird Mike von Kim angeschossen und muss fliehen.
Zoë kommt zum Glück unverletzt aus dem dichten Gebüsch, in dem sie gelandet war, und die Frauen beschließen, sich an ihrem Verfolger zu rächen. Das Blatt hat sich gewendet, und der Jäger ist nun der Gejagte: In einer halsbrecherischen Verfolgungsjagd wird Mike schließlich von den Frauen gestellt. Diese schlagen ihn zunächst mit Fäusten wie einen Punchball zwischen sich hin und her, bis er zu Boden geht. Nach der Schlussszene und dem Beginn des Abspanns sieht man, wie Abernathy den am Boden liegenden Mike schließlich mit einem Tritt ins Gesicht tötet.

## Hintergrund
- Mit death-proof wird das Auto beschrieben, da es so ausgebaut und gesichert wurde, dass der Fahrer darin (laut Stuntman Mike) nicht zu Tode kommen kann. In der deutschen Version wurde der Titel mit todsicher ergänzt, was in der deutschen Sprache allerdings nicht „sicher vor dem Tod“ bedeutet, sondern für „ohne den geringsten Zweifel“ steht bzw. für eine Tatsache, welche „völlig zuverlässig“ und sicher eintritt.[4]

- Der Name Grindhouse des Double-Features ist auf die so bezeichneten, oft heruntergekommenen US-amerikanischen Kinos zurückzuführen, welche in vielen Fällen rund um die Uhr geöffnet hatten und hauptsächlich billig produzierte Unterhaltungsfilme spielten. In Deutschland gab es keine Kinos dieser Art, jedoch würden Bahnhofskinos dieser Einordnung noch am nächsten kommen.[5][6] Das in Grindhouse-Kinos bevorzugt gezeigte Unterhaltungs-Genre nannte sich Exploitationfilm. Dazu zählten etwa Kung-Fu-, Horror-, Giallo- und Redneckfilme sowie Italowestern und Filme des Blaxploitation-, Sexploitation und Verfolgungsjagd-Genres – „All diese lachhaften Genres, wie sie in den 1970er Jahren erschienen sind.“[7] Laut Rodriguez waren bei diesen Produktionen die Plakate meist besser als der Film.[8]

- Für das typische Aussehen schlecht behandelter Filmkopien aus den 1970er Jahren wurde dem Film ein künstlich gealtertes Aussehen verpasst, beispielsweise mit Kratzern, Streifen und schwarzen Fäden. Um diese Effekte zu erzeugen, wurde das Filmnegativ zerkratzt, zerschnitten und geklebt (im Filmbild sieht man oft Klebespuren). Auch der fehlerhafte Zusammenschnitt mit Sprüngen im Film und sich wiederholenden Segmenten wurde imitiert. In der Grindhouse-Kurzfassung wurde sogar ein schwarzes Bild mit dem Text reel is missing (Filmrolle fehlt) eingeblendet und der in der europäischen Fassung vorhandene Lapdance nicht gezeigt, um ein vermeintlich verlorenes Segment des Films vorzutäuschen.[5] Zu Beginn des zweiten Teils des Films wechselt das Bild zudem für eine zehnminütige Sequenz in Schwarzweiß. Die schwarzen Streifen und Kratzer im Filmbild des zweiten Teils sind bis zur Schwarzweiß-Sequenz noch im Filmbild zu sehen. In der Grindhouse-Kurzfassung tauchen die Kratzer und die schwarzen Streifen gegen Ende der Restaurant-Szene im zweiten Teil des Films wieder auf. Bevor die Schiffsmast-Szene anfängt, wird das Filmbild durch eine rosafarbene Unterbrechungsstörung unterbrochen.

- Die sich selbst spielende Zoë Bell war bereits als Stuntfrau für Uma Thurman in Kill Bill tätig und arbeitete so bereits zum zweiten Mal mit Tarantino. Michael Parks spielt, wie auch schon in From Dusk Till Dawn, Kill Bill und Planet Terror, den Texas Ranger Earl McGraw. Sein Sohn James Jean Parks spielt auch seinen fiktiven Sohn Edgar McGraw. Tarantino selbst spielt den Barkeeper Warren. Eli Roth, der Regisseur des Trailers zum fiktiven Film Thanksgiving (welcher in Grindhouse gezeigt wird) hat einen Gastauftritt als Dov.

- Die Produktionskosten für das Double-Feature (Planet Terror und Death Proof) wurden auf einen Betrag zwischen 53[9] und 67[10] Millionen US-Dollar geschätzt. In den Kinos der USA spielte das Grindhouse Double-Feature rund 25 Millionen US-Dollar ein.[10] In Deutschland zählte man 574.291 Kinobesucher für Death Proof.[11]

- Die Dreharbeiten begannen im September 2006 und endeten im Dezember 2006. Gedreht wurde in Austin und Buellton.[12]

### Entstehung
Die Idee zu Grindhouse kam Quentin Tarantino und Robert Rodriguez, als Tarantino seinem langjährigen Freund in seinem Haus mehrere Double Features zeigte. Im Jahr 2003 bemerkte Rodriguez, dass er ebenfalls im Besitz des gleichen Filmplakats, wie Tarantino eines hat, sei. Das Plakat bewarb die Filme Dragstrip Girl und Rock All Night aus dem Jahr 1957. Darauf fragte Rodriguez: „Ich wollte immer schon ein Double-Feature drehen. Hey, warum führst du nicht bei einem Regie, und ich mache das andere?“ Darauf Tarantino: „Und wir müssen es Grindhouse nennen.“

### Entwicklung

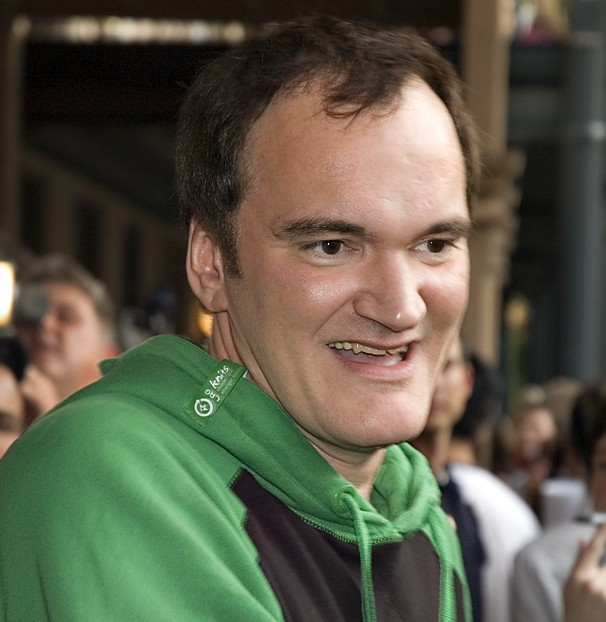
Autorenfilmer Quentin Tarantino schrieb das Drehbuch, führte Regie, war Kameramann, produzierte den Film und spielte eine kleine Rolle.

Tarantino begann die Entwicklung seines Films aufgrund seiner Faszination dafür, wie Stuntmen ihre Autos todessicher (death proof) machen. Sie könnten mit knapp 100 km/h in eine Mauer fahren und dabei trotzdem keinen Schaden erleiden. Diese Tatsache inspirierte Tarantino, einen Slasher-Film zu drehen, in dem ein Stuntman jungen Frauen auflauert, um sie später in seinem „todsicheren“ Wagen zu verfolgen und zu töten. „Mir wurde klar, dass ich keinen reinen Slasher-Film machen konnte, da mit Ausnahme der Frauengefängnisfilme kein anderes Genre so unflexibel ist, und wenn man sich nicht daran hält, macht man es eigentlich nicht wirklich richtig. Das ist untypisch, also begriff ich: Lass mich die Struktur eines Slasher-Films verwenden und daraus einfach das machen, was ich sonst eben tue. Meine Darstellung ist im Arsch (fucked up) und zerschlagen, aber dem Anschein nach wird die Struktur eines Slasher-Films verwendet.“
Tarantino sah es zwar als eine gute Erfahrung an, den Film „bis auf die Knochen zu schneiden und trotzdem keinen Handlungsstrang zu vernachlässigen“, dennoch sieht er es als sein eigenes Werk und befürwortet die Einzelveröffentlichung in Europa, denn Death Proof ist das, wofür er ein Drehbuch geschrieben hat und was er als seinen Film ansieht. Das spiegelt sich auch in der Arbeitsverteilung wider: das Einzige, was Rodriguez zu Death Proof beigesteuert hat, ist der Titel.
Der Film ist ohne computergenerierte Effekte entstanden. Als Grund gibt Tarantino an, dass er es nicht für sinnvoll halte, Verfolgungsjagden am Computer zu erstellen, und er nicht verstehe, wie so etwas überzeugen solle. Weiter sagt er, dass es mit Ausnahme von Terminator 2 und Final Destination 2 aus seiner Sicht keine gute Verfolgungsjagd mehr gegeben habe – seit er 1992 begann, Filme zu machen.

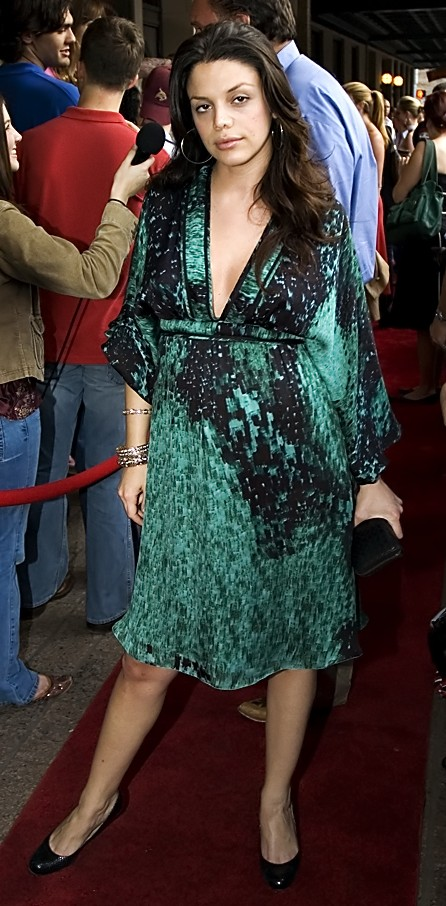
Vanessa Ferlito spielt „Arlene“

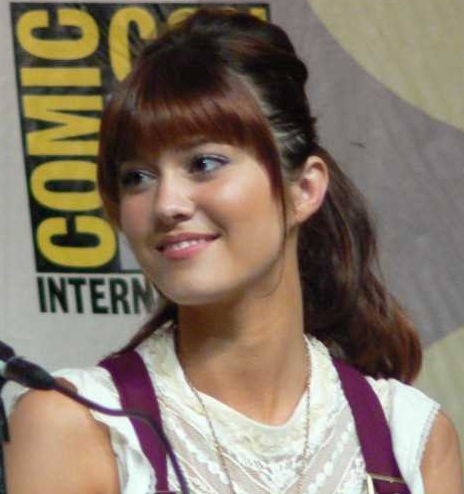
Mary Elizabeth Winstead spielt „Lee“

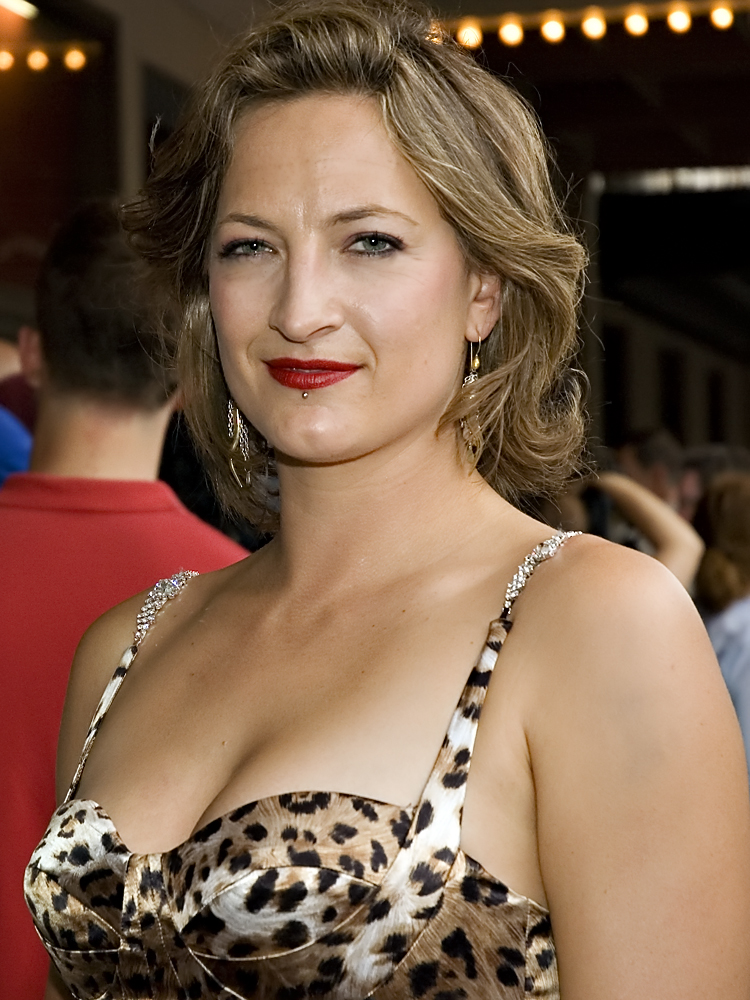
Zoë Bell spielt „Zoë“

### Trivia
- Tarantino drehte seinen Teil auf Film, Rodriguez verwendet eine Sony HDCAM.
- Zu Beginn des Filmes ist vor dem eigentlichen Titel für einen Sekundenbruchteil der Schriftzug Quentin Tarantino’s Thunder Bolt zu sehen. Dies spielt vermutlich auf die bei Grindhouse-Filmen übliche Praxis an, den Titel eines Films wegen schlechter Kritiken nachträglich zu ändern.
- In einer Szene hält Arlene einen Becher mit dem Logo der Acuna Boys, eines fiktiven Tex-Mex Restaurants, für welches in der Grindhouse-Version zwischen den beiden Filmen geworben wird.
- Während des Frontalzusammenstoßes in der ersten Hälfte des Filmes ist der in vielen Klassikern verwendete Wilhelmsschrei zu hören.
- Als im zweiten Teil des Films das Mobiltelefon klingelt, ertönt Twisted Nerve von Bernard Herrmann, das im Tarantino-Film Kill Bill von Elle Driver gepfiffen wurde.[6]
- Als die Jukebox die verschiedenen Musiktitel durchgeht, kann man den Titel Misirlou lesen, das Hauptthema von Pulp Fiction.
- Bei dem im Film verwendeten Gedicht handelt es sich um Stopping by Woods on a Snowy Evening (deutscher Titel: „Halten am Walde im Abendschnee“) aus dem Jahr 1922 von Robert Frost. Die Gedichtzeilen wurden bereits im Agentenfilm Telefon aus dem Jahr 1977 verwendet und dienten darin der Aktivierung russischer Schläfer.
- In der Szene, in der Stuntman Mike vor der nächtlichen Kneipe mit dem Mädchen Butterfly spricht, zitiert er einen berühmten Sinnspruch des Schriftstellers Franz Kafka: „Ein Buch muss die Axt sein für das gefrorene Meer in uns.“
- Im ersten Teil des Films wird in einem Dialog in der Bar Big Kahuna Burger erwähnt, der in fast allen Tarantino-Filmen wiederkehrende Name eines fiktiven Schnellrestaurants.
- Während der letzten Verfolgungsjagd rast Stuntman Mike durch ein Schild am Straßenrand. Auf dem Schild wird Werbung für die Kinofilme Scary Movie 4 und Wolf Creek gemacht, zwei ebenfalls von Dimension produzierte Filme.
- Zu Beginn sieht man am Straßenrand eine Werbung für Alamo Drafthouse, dabei handelt es sich um ein Kino in Austin (Texas), das Entertainment Weekly im Jahr 2005 als das beste Kino der USA bezeichnete und welches für das Zeigen von Exploitation-Filmen bekannt war. Tarantino führte in diesem Kino auch eigene Filmfeste auf.[16]
- Stuntman Mike hat einen Bruder namens Stuntman Bob. Dies ist eine Hommage an Twin Peaks, eine Fernsehserie aus den 1990ern. Bob und Mike sind die Dämonen, die den Ort Twin Peaks terrorisieren. Allerdings ist dort Bob der Böse.
- Als Abernathy an einer Tankstelle die Zeitschrift Allure kauft, da diese Fotos von Lee enthält, sieht man auf der Kasse neben ihr einen kleinen Aufsteller mit einer TV-Zeitschrift, die für Tarantinos CSI-Folgen wirbt (Staffel 5, Episoden 24 und 25).
- Auf dem Heck des gelben Mustangs ist an der Tankstelle der Schriftzug „Lil’ Pussy Wagon“ zu erkennen, was sich auf die Bezeichnung des Autos aus Kill Bill Vol. 1 (Pussy Wagon) bezieht.
- Die Go-Go-Tanzszenen von Vanessa Ferlito sind eine Hommage an diejenigen von Barbara Bouchet in Milano Kaliber 9 von Fernando Di Leo aus dem Jahr 1972.
- Während der Lapdance-Szene tanzen im Hintergrund die Crazy Babysitter Twins aus Planet Terror.
- In dem Krankenhaus, in dem Mike nach dem von ihm verschuldeten Unfall eingeliefert wird, arbeitet Dr. Dakota Block aus Planet Terror.
- Die Szene in dem „altmodischen Diner“ erinnert an die Frühstücks-Szene aus Reservoir Dogs mit Tarantinos berühmter Madonna-Speech.[17]
- Wie auch in From Dusk Till Dawn, Kill Bill – Volume 1 und Kill Bill – Volume 2 treten die Figuren des Rangers Earl McGraw sowie seines Sohnes Edgar McGraw, genannt „Sohn Nr. 1“, auf.
- Mikes Chevy Nova trägt das Kennzeichen „JJZ 109“. Das gleiche Kennzeichen trägt Frank Bullitts Mustang in dem Film Bullitt.
- Lees Set-Romance Bruce „The Rock“ Del Castillo ist eine reale Person und arbeitet als Grip an mehreren Tarantino-Filmen mit.
- Der gelbe Ford Mustang hat das Autokennzeichen „Brand X“, der Name einer britischen Jazz-Rock-Gruppe, bei der unter anderem Phil Collins, Brian Eno und Bill Bruford spielten.

## Veröffentlichung
Kinostart in den USA war am 6. April 2007, in Deutschland am 19. Juli 2007. Auf DVD wurde der Film in den USA am 18. September 2007 veröffentlicht, in Deutschland am 7. Januar 2008. Daneben wurde der Film in Deutschland am 30. Juni 2008 auf dem inzwischen eingestellten Format HD DVD veröffentlicht. Damit war der Film der letzte, der in Deutschland von Senator Film auf HD DVD veröffentlicht wurde, nachdem sich der Verleih nur noch der Veröffentlichung auf Blu-ray Disc verschrieben hatte. Grund dafür war, dass der Verleih in den USA (The Weinstein Company) damals ausschließlich auf HD DVD setzte. Am 15. Dezember 2008 erschien der Film in Deutschland auch als Blu-ray.
Während in den USA die beiden Filme als Double Feature veröffentlicht wurden, kam es international zu einer getrennten Veröffentlichung. Tarantino verwies als Begründung auf den Misserfolg in Amerika, wo die meisten „diese Double-Feature-Idee nicht verstanden haben“, meinte aber auch, dass es wenig sinnvoll gewesen wäre, eine Ausstrahlung in Deutschland als Double-Feature vorzunehmen, da es lediglich in den USA, in England und in Japan einen Bezug zu den Grindhouse-Kinos gäbe. In Deutschland haben diese im Gegensatz dazu nie existiert. Als eigenständiger Film hat Death Proof in der europäischen Fassung eine Laufzeit von 114 Minuten. Als Double-Feature (zusammen mit Planet Terror) in den USA hatte das Death Proof-Segment eine Laufzeit von 90 Minuten, wobei zwischen den Hauptfilmen Trailer für fiktive Filme wie Werewolf Women of the SS gezeigt wurden.

## Synchronisation
Die deutschen Synchronarbeiten fanden bei der Hermes Synchron statt. Klaus Bickert schrieb das Dialogbuch, Bianca Krahl führte die Dialogregie.
| Rolle                   | Schauspieler            | Synchronsprecher         |
| ----------------------- | ----------------------- | ------------------------ |
| Stuntman Mike           | Kurt Russell            | Manfred Lehmann          |
| Abernathy               | Rosario Dawson          | Claudia Urbschat-Mingues |
| Arlene (Butterfly)      | Vanessa Ferlito         | Natascha Geisler         |
| Shanna                  | Jordan Ladd             | Dorette Hugo             |
| Jungle Julia            | Sydney Tamiia Poitier   | Claudia Lössl            |
| Warren                  | Quentin Tarantino       | Mario Irrek              |
| Pam                     | Rose McGowan            | Melanie Hinze            |
| Kim                     | Tracie Thoms            | Anke Reitzenstein        |
| Lee                     | Mary Elizabeth Winstead | Dascha Lehmann           |
| Zoë                     | Zoë Bell                | Sandra Schwittau         |
| Nate                    | Omar Doom               | Julien Haggège           |
| Dov                     | Eli Roth                | Tobias Kluckert          |
| Dr. Dakota McGraw Block | Marley Shelton          | Ranja Bonalana           |
| Ranger Earl McGraw      | Michael Parks           | Hans-Werner Bussinger    |

## Autos im Film
Quentin Tarantino gilt als Autonarr. Viele der gezeigten Muscle-Cars stammen aus bekannten Filmen: So fährt Stuntman Mike einen getunten und modifizierten 1970er Chevrolet Nova sowie einen 1969er Dodge Charger, bekannt aus den Filmen Bullitt von 1968 und Kesse Mary – Irrer Larry von 1974. Kurt Russells Kennzeichen ist auch das von Steve McQueens Wagen aus Bullitt. Beide Fahrzeuge machen im Film den Anschein, schwarzmatt lackiert zu sein. Der Nova ist jedoch tatsächlich grau. Durch die Nachtaufnahmen und den Regen wirkt er im Film viel dunkler. Die Frauen fahren einen gelben 1973er Ford Mustang Grande aus dem Film Die Blechpiraten von 1974, sowie bei einer Probefahrt einen weißen 1970er Dodge Challenger, bekannt aus Fluchtpunkt San Francisco von 1971. Zum Ende des Films kommt es dann zum Wettkampf zwischen den beiden Flaggschiffen von Dodge aus dem Jahr 1970. Stuntman Mikes Chevy Nova ist auf der Motorhaube mit einem weißen Totenkopf und zwei gekreuzten Blitzen, ähnlich dem Jolly Roger, lackiert. Des Weiteren ist bei beiden Wagen auf der Motorhaube die verchromte Gummiente Rubber Duck montiert, eine Hommage an den Film Convoy von 1978.

## Kritiken

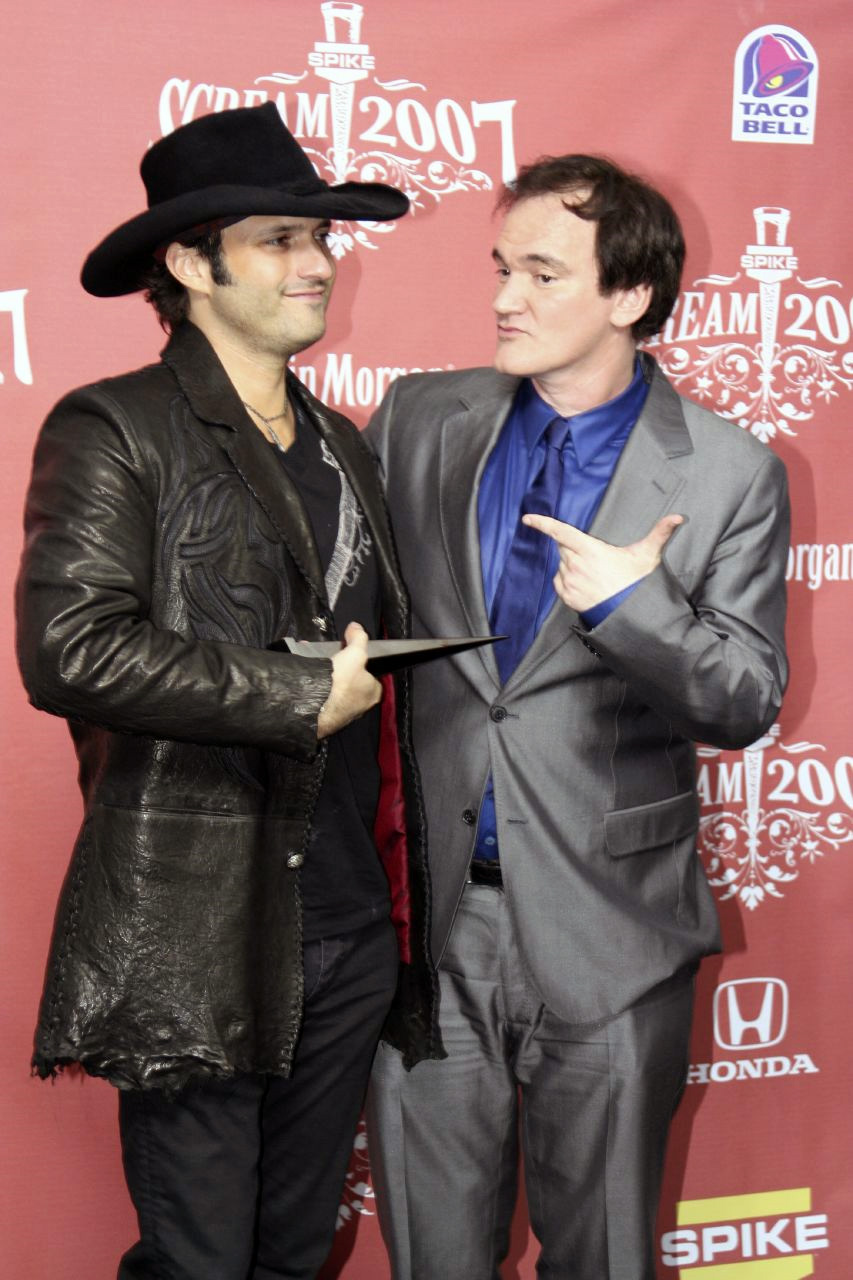
Rodriguez und Tarantino nach Erhalt ihrer Scream Awards in drei Kategorien

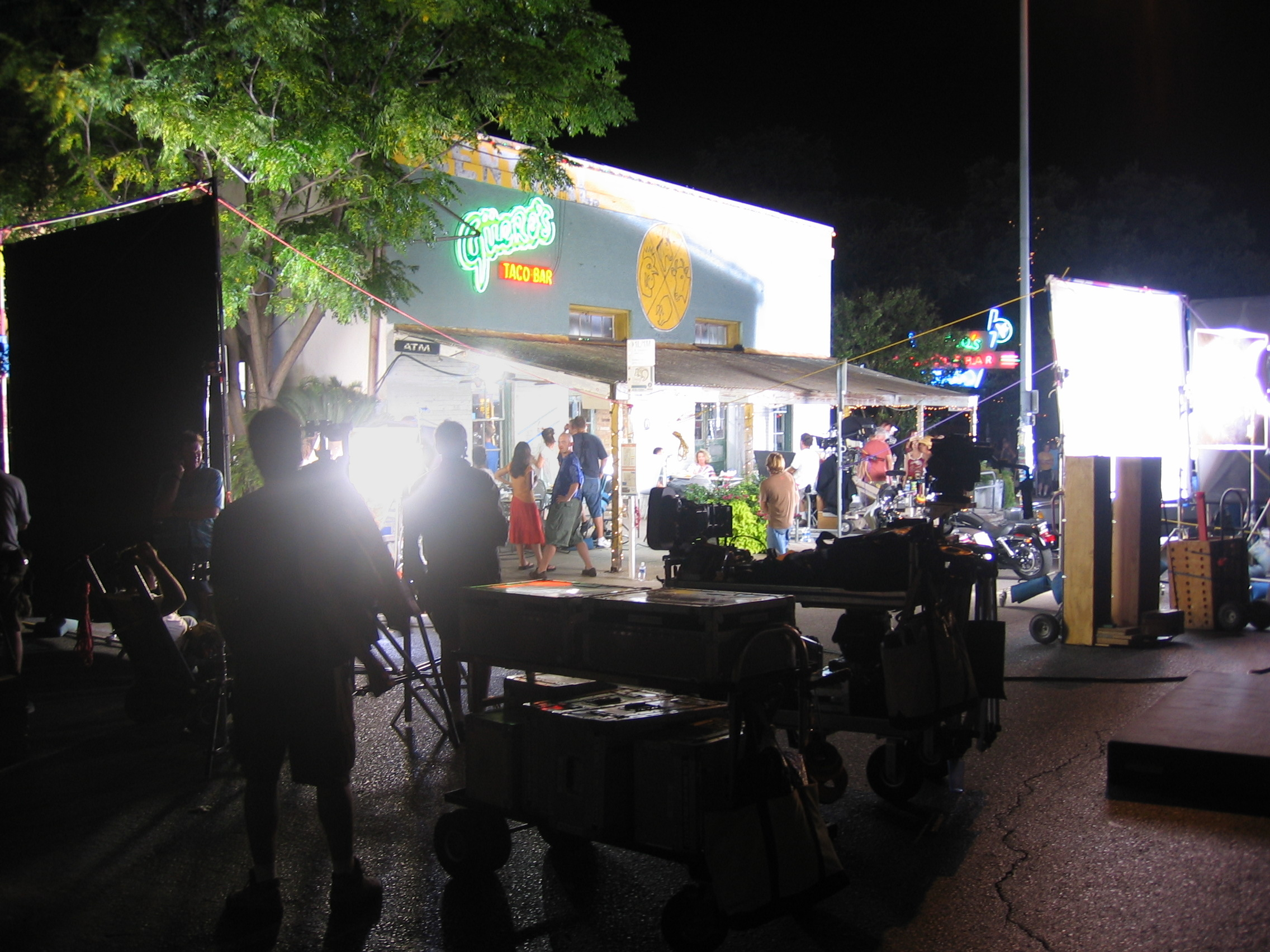
Das Set des Films in Austin (Texas) am 25. August 2006

Death Proof – Todsicher-Logo im typischen gealterten Aussehen

„In ‚Death Proof‘, seinem jüngsten Werk, versucht Tarantino nun, in die geheime Welt der Mädchencliquen einzudringen. Natürlich geht es vordergründig um die rasante, sexuell konnotierte Verfolgungsjagd zwischen zwei kraftstrotzenden Muscle Cars, und natürlich ist der ganze Film – wie immer bei Tarantino – ein Flohmarkt für Filmkritiker, die in den zahlreich verstreuten Zitaten den ganzen Kanon des amerikanischen Exploitation-Kinos verorten können – von der Trucker-Ballade ‚Convoy‘ bis zu Russ Meyers ‚Megavixens‘. […] Doch in Wahrheit geht es nicht um die Action, nicht um die mal wieder gnadenlos zur Schau gestellte Gewalt. In Wahrheit will Tarantino wissen, was junge Frauen reden, wenn sie unter sich sind, will teilhaben an diesem klandestinen Talk, bei dem Männer draußen bleiben müssen.“

„Die genauere Auseinandersetzung mit dem nun fast wieder überlangen Film bringt ein echtes Missverständnis zu Tage: Das Exploitation-Kino, dem er so nacheifert, wollte keineswegs in dem Sinne hip und cool sein, wie Tarantino es für sich in Anspruch nimmt. Im Gegenteil, die Regisseure der B-Movies zeichneten sich gerade dadurch aus, dass ihnen jene Eitelkeit, für die Tarantino geradezu der Inbegriff ist, völlig abging. […] Death Proof trägt die Züge eines typischen Tarantino-Films, und doch ist etwas auf fast unheimliche Weise anders. Da gibt es die expliziten Gewaltszenen, die detailverliebte Inszenierung altmodischer Action und vielerlei Anspielungen auf Filme und Figuren, deren besonderer Reiz in ihrer Selbstgefälligkeit besteht. […] Zur Tarantino-Marke gehören die vor Schlagfertigkeiten strotzenden Dialoge, die zur Primitivität der Handlung immer einen hübschen Kontrast bilden. In Death Proof nehmen diese Dialoge noch mehr Raum ein als sonst. […] Und während die ausnahmslos flotten und natürlich total taffen Girls quatschen und quatschen, passiert das Ungewöhnliche, das Andere, das, was man in einem Tarantino-Film am wenigsten erwartet: Es wird langweilig.“

„Die Menschen dürfen hier nicht ran, weil der Sex den Autos vorbehalten bleibt. Das finale Autorennen ist schnell und wild und sieht wunschgemäß so aus, als sei es in den tiefsten Seventies gefilmt worden – aber es ist trotzdem kein Autorennen im klassischen Sinn. Zwei Karosserien veranstalten hier eher, nun ja, Analverkehr. Was die souveräne Frau am Steuer auch wörtlich so in die Welt hinausbrüllt. Die aufgestaute Lust, die sich längst auf das Publikum übertragen hat, und zwar erkennbar auf beide Geschlechter – hier darf sie sich endlich mit tödlicher Konsequenz entladen. So verlässt man das Kino verwundert, ermattet, seltsam euphorisiert. Und wenn die Kritiker fragen, warum sie sich danach so leer und pubertär und schmutzig fühlen, und ob das nun wirklich wieder nötig war, dann ist die Antwort einfach die: So fühlt man sich eben nach dem Sex.“

„In Anlehnung an Siebziger-Jahre-Russ-Meyer-&-Co-Filme quatschen die unglaublich schönen Mädchen unglaublichen Bullshit. Dabei sind sie niedlich, und es geht um Mädchensachen wie: Wer hat Gras, wer hat Alkohol, welcher Junge hat was mit welchem Mädchen gemacht? Die Jungs sind allesamt Volltrottel. Dumme Affen, und einer von ihnen – Kurt Russell – ist das Böse. Die erste Ladung Girls stirbt durch seine Hand nach dem endlosen Gequatsche in fünf Splatterminuten. Zweite Filmhälfte – wieder Mädchen, wieder irre schön, diesmal nicht bekifft, sondern mit Kater. Der Böse setzt wieder zum Killen an, doch die Mädchen sind taff, sie wehren sich und – na ja, dann kommt das Ende. […] Hatten die Frauen bei Russ Meyer nur Möpse, haben sie jetzt wenigstens Pistolen und Kampfkünste. Das kann sich jeder Mann ganz ruhig anschauen, klar, da gibt es Lapdance, und Frauenbeine fliegen ohne Frau dran durch die Luft, aber am Ende gewinnen die Mädchen doch immer. Das ist doch völlig p.c. und kann ja auch einfach nur Spaß machen. Wie dieser Film. Wenn er nur 60 Minuten lang wäre. Oder man sich vorher so richtig zukifft.“

„Nerds können sich an der Vielzahl von Anspielungen, Zitaten und Reminiszenzen vergnügen, die Tarantino ihnen mit jeder Einstellung vorsetzt. […] Außerdem verweist Tarantino unentwegt auf sein eigenes Oeuvre. […] So betrachtet, ist ‚Death Proof‘ reine Selbstreferenz, Vergnügen für Sammler und Narzissten, die ihr Wissen abgefragt und bestätigt sehen wollen. Wäre das alles, ‚Death Proof‘ wäre langweiliges, postmodernes Kino. […] Aber aller Selbstbezüglichkeit und aller Nostalgie zum Trotz gibt es eben doch ein Außen. Tarantino zitiert das Exploitation-Kino nicht nur, er schreibt es fort. Und hier beginnt es, richtig aufregend zu werden. Denn Exploitation, das war doch dieser Spaß für junge Männer, die schnelle Autos, scharfe Frauen, nackte Haut, offenes Fleisch, Schießereien und Prügeleien sehen wollten. […] Was Tarantino nun in ‚Death Proof‘ leistet, ist, dass er diese Seite der Exploitation – die der starken, sich selbst genügenden Frauen, die weder schnelle Autos noch einen Faustkampf fürchten und dabei eine verdammt gute Figur machen – mit großer Hingabe in Szene setzt. Mehr noch, er lässt sie über die andere, die sadistische und misogyne Seite der Exploitation, wie sie in ‚Death Proof‘ von Stuntman Mike verkörpert wird, triumphieren.“

„Rüde Liebeserklärung an die Exploitation-Filme der 1970er-Jahre, die dessen Schmuddel-Look nachzuahmen und zugleich zu adeln versucht, dabei aber an Wucht und Wirkung verliert. Trotz des nostalgisch-sentimentalen Kerns wahrlich kein zimperlicher Film.“

## Auszeichnungen (Auswahl)
- 2007 – Goldene Palme: Nominierung als Bester Film
- 2007 – Scream Award für:
  - Beste Regie
  - Bestes Drehbuch
  - Most Memorable Mutilation (unvergesslichste Verstümmelung)
- 2008 – Empire Award: Nominiert als Bester Horrorfilm

## Soundtrack
Der Soundtrack von Quentin Tarantino hält sich an bekannte Musiker, nicht wie das Album von Robert Rodriguez, welches viele Titel neu aufnehmen bzw. neu einspielen ließ. In der ersten Hälfte des Films, die in der Bar spielt, kommt sämtliche Musik aus Tarantinos privater Jukebox, welche er „AMi“ nennt. Die Musik in der Box stammt ebenfalls aus seiner privaten 7"-Sammlung.

### Titel
1. „The Last Race“ – Jack Nitzsche
2. „Baby, It’s You“ – Smith
3. „Paranoia Prima“ – Ennio Morricone
4. „Planning & Scheming“ – Eli Roth & Michael Bacall (Dialog)
5. „Jeepster“ – T. Rex
6. „Stuntman Mike“ – Rose McGowan & Kurt Russell (Dialog)
7. „Staggolee“ – Pacific Gas & Electric
8. „The Love You Save (May Be Your Own)“ – Joe Tex
9. „Good Love, Bad Love“ – Eddie Floyd
10. „Down In Mexico“ – The Coasters
11. „Hold Tight“ – Dave Dee, Dozy, Beaky, Mick & Tich
12. „Sally and Jack (From the Motion Picture Blow Out)“ – Pino Donaggio
13. „It’s So Easy“ – Willy DeVille
14. „Whatever-However“ – Tracie Thoms & Zoë Bell (Dialog)
15. „Riot In Thunder Alley“ – Eddie Beram
16. „Chick Habit“ – April March

### Zu den Musiktiteln
Baby It’s You – Smith: Die Band Smith veröffentlichte den Song, welcher im Original von den Shirelles stammt, 1969 auf ihrem Debütalbum A Group Called Smith. Der Titel wurde auch schon von den Beatles auf deren Album Please Please Me gecovert. Die Smith-Version errang Platz fünf der Billboard Hot 100. Eine A-cappella-Version von Baby It’s You wurde von Mary Elizabeth Winstead eingesungen und ist auf der zweiten Disk der Nordamerika Special Edition von Grindhouse zu hören.
Jeepster – T. Rex: Der 1971 von den britischen Glam Rockern T. Rex veröffentlichte Song stammt von deren zweiten Album Electric Warrior. Der Titel wurde schon neun Mal von notablen Künstlern gecovert, darunter The Polecats, Altered Images, Doogie White und Showaddywaddy.
Staggolee – Pacific Gas & Electric: Der Blues- und Folksong handelt von einem Verbrechen, welches 1895 in St. Louis, Missouri geschah. An jenem Heiligabend brachte der Taxifahrer Lee Shelton, welcher 1912 in einem Gefängnis der Tuberkulose erlag, William Lyons um. Die Tat wurde durch diesen Blues-, Folksong unsterblich gemacht. Es existieren dutzende Versionen des Titels, eine davon ist die der Band Pacific Gas & Electric.
Down In Mexico – The Coasters: Die R&B-Vokalgruppe The Coasters veröffentlichte den Song Down In Mexico 1956 auf ihrer Debüt-Single, welche eine Top-10-Platzierung in den R&B-Charts erreichte. Die Version, die während der Lapdance-Szene im Film zu hören ist, ist allerdings eine Neuaufnahme des Songs von 1973 mit anderer Besetzung. Die Film-Version ist ausschließlich auf verschiedenen Best-Of-Zusammenstellungen zu finden.
Chick Habit – April March: Im Original heißt der Song Laisse Tomber Les Filles und stammt von dem Komponist Serge Gainsbourg und der Sängerin France Gall. 31 Jahre nach der Veröffentlichung 1964 wurde der Song unter dem Titel Chick Habit vom Französischen ins Englische übersetzt. Beide Versionen, die englische und die französische, sind im Abspann von Grindhouse zu hören. Im DVD-Menü wird die englische Version gespielt.